# تیونه دی ترنتو
تیونه دی ترنتو (به ایتالیایی: Tione di Trento) یک کومونه در ایتالیا است که در ترنتینو واقع شده‌است. تیونه دی ترنتو ۳۳٫۳ کیلومتر مربع مساحت و ۳٬۵۲۸ نفر جمعیت دارد و ۶۰۰ متر بالاتر از سطح دریا واقع شده‌است.